# Macrocalamus jasoni
Macrocalamus jasoni — вид змій родини полозових (Colubridae). Ендемік Малайзії.

## Поширення і екологія
Macrocalamus jasoni відомі з типової місцевості, розташованої на горі Бенум в горах Тітіванґса у штаті Паханг. Вони живуть у вологих гірських тропічних лісах, на висоті від 1768 до 1981 м над рівнем моря.